# كوكايليموكو
کوکایلیموكو (بالإنجليزية: Kukailimoku)‏ إله الحرب في هاواي. رسم برأس ذي مظهر عنيف تغطيه أريش حمر بلون الدم، ويرتدي خوذة. وعيناه عبارة عن صدفتين براقتين.